# パターソン (ニュージャージー州)

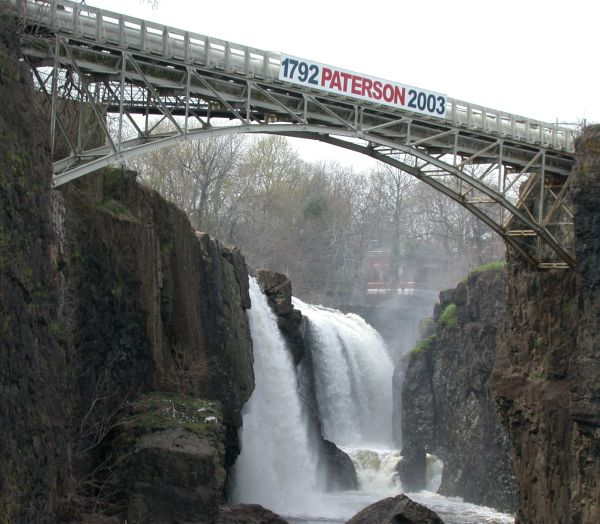
グレートフォールズ

パターソン（英: Paterson）は、アメリカ合衆国ニュージャージー州の都市。パサイク郡の郡庁所在地である。人口は15万9732人（2020年）。ニューヨーク都市圏に含まれる。

## 概要
18世紀末に産業革命が始まった時、パターソン市はアメリカの工業化の先端を走り、その隆盛と空洞化の歴史を見てきた。19世紀後半に絹の生産では図抜けていたので、愛称は「絹の市」である。
1831年4月11日にエセックス郡アクアカノンクから分離してタウンシップとなり、1837年2月7日に新しく作られたパセーイク郡に編入された。1851年4月14日に行われた住民投票の結果、市制を布くことになった。さらに1861年3月14日に市制を再度布き直した。
2020年の国勢調査によるとパターソンの人口の約6割はヒスパニックである。

## 歴史
1791年、アレクサンダー・ハミルトンは有益な製造者設立のための協会 (S.U.M.)創設を支援した。この協会はパサイク川の「グレートフォールズ」からのエネルギーを利用することを奨励し、イギリスの製造者に依存しない経済を作るためのものであった。この協会によって作られたパターソンの町はアメリカにおける産業革命の揺籃となった。パターソンの名前はニュージャージー州知事でアメリカ合衆国憲法に署名した政治家ウィリアム・パターソンの名前に因んで名付けられた。
フランス人の建築家で技師、またワシントンD.C.の都市計画を作ったピエール・ランファンが、S.U.M.計画の最初の監督者だった。ランファンはグレートフォールズの力を岩の間の溝や水路を通して利用する計画を作った。しかし、協会の支配人は、計画が時間を取りすぎ、また予算を超過すると感じた。監督者はピーター・コルトにすげ替えられ、1794年に工場へ流す水を得るためにより簡単な貯水池のシステムを使った。最終的には、コルトのシステムに多少の問題が見つかり、ランファンが立てた最初の計画に近いものが1846年以後使われるようになった。一方でランファンはワシントンを計画したときの都市計画を持ってきており、パターソンの都市計画もランファンが望むものに近くなった。
パターソンで発展した産業には、落差23メートルのグレートフォールズからエネルギーを取り出す水路の仕組みが使われた。市は滝を中心として成長を始め、滝のエネルギーを使う工場は1914年まで存在した。その地区には数十の工場や製造用構造物が立ち並び、当初は繊維産業、後には武器、絹および鉄道用機関車が造られた。1800年代の後半、絹の生産が重要となり、パターソンが最も繁栄した時代の基礎となった。市のニックネームも「絹の市」になった。1835年、サミュエル・コルトがパターソンで武器の製造を始めたが、数年のうちにコネチカット州のハートフォードに拠点を移した。19世紀遅く、ジョン・ホランドが発明した潜水艦の実験場となった。ホランドが作った2つの初期モデルのうち、1つはパセーイク川の底で見つかり、パセーイク・フォールズに近い工場跡にあるパターソン博物館に展示されている。
パターソン市は工場で働く移民労働者のメッカにもなった。児童労働規制に焦点を当てた歴史的労働争議が起こり、1913年には8時間労働と作業条件の改善を要求した絹工場のストライキが6か月に及んだが、労働者は経営者側に屈してストライキの前の状態に戻ることを強いられた。工場作業者は危険な環境で長時間、低賃金で働き、工場の回りにある住居棟に大勢が押し込められていた。工場はその後労働組合の無い南部に移転し、さらに海外に移った。
1932年、パターソン市に7,500席のヒンチリフ・スタディアムがオープンした。これは元市長ジョン・V・ヒンチリフから名前を貰った。ヒンチリフ・スタディアムは当初、高校やセミプロの競技に使われていた。1933年から1945年にかけて、ニグロナショナルリーグに加盟するニューヨーク・ブラック・ヤンキースのホームとなり、その他にも多くのフットボール試合、陸上競技、ボクシングの試合、およびアボット&カステロを含むショーに使われた。1970年代、パターソン教育委員会がスタディアムを取得し、1997年まで公立学校の行事に使った。現在、ヒンチリフ・スタディアムは補修中である。しかし、ヒンチリフ・スタディアムはアメリカ合衆国に2つしか残っていないニグロリーグに使われたスタディアムの1つとなった。
第二次世界大戦の時、パターソン市では飛行機のエンジン製作で重要な役割を果たし、活気が少し戻った。しかし、戦争が終わると、都市部での荒廃が進んだが、パターソンも例外ではなかった。1970年以降、高い失業率に喘いでいる。1980年までにパターソン市はアメリカ合衆国でも最も不況の厳しい都市の1つになった。町には映画館や自動車の販売店もなくなり、大きな百貨店は閉店し、子供のエイズ、失業率、ホームレス、文盲率および卒業率といった社会指標が、1990年代の経済ブームに拠る繁栄の間も全てが悪い方向に進んだ。問題のある学校は州が肩代わりをすることになった。
かってパターソン市はニュージャージー州北部で買い物やレジャーの目的地であったが、近郷のウェインやパラマスのような町に大規模のショッピング・モールができて競争となり、パターソンの中心街から大手のチェーンストアが消えた。工場は海外に移転したために最大の産業は今では小さな事業の集まりとなった。しかしそれでも、パターソン市には多くの移民を惹き付け続けている。これら移民の多くが小さな事業によって町の経済を再活性化してきた。
町の中心街はこれまで数度大火に見舞われた。最近のものでは1991年に起こった。この火事では、南北がメイン・ストリートとワシントン・ストリート、東西がエリソン・ストリートとカレッジ大通りに囲まれた区画のほとんどが、酒場の地下室からの漏電火事で一飲みにされた。被害の程度が大きかったので焼けた建物は取り壊され、今は屋外市場がそこに建っている。破壊された建物の中でも有名なものにメイヤーブラザーズの百貨店があり、これは町に残っている数少ない百貨店の1つであった。

### ランバート城博物館
ランバート城はカトリーナ・ランバートの居宅として1893年に建てられた。ランバートはパターソン市でも傑出した絹工場の創業者オーナーであった。城は中世復古建築様式で建てられており、ランバートが少年時代に記憶していたイギリスの城を思わせる家を建てたいという夢を追ったものだった。
1923年にランバートが死去し、その家族は建物をパターソン市に売却し、市は数年後にパセーイク郡に転売した。パセーイク郡はこれを庁舎として使用し、1936年には1室を出来たばかりのパセーイク郡歴史協会に与えて、歴史博物館とした。時の経過と共に博物館は大きくなり部屋を増やして、1階全体が歴史博物館になった。
1990年代遅く、この城に数百万ドルの補修を掛けて、4階全てが博物館と図書館に変わった。今日所有者はパセーイク郡のままであり、機能の操作を支援している。しかし、パセーイク郡歴史協会は単にランバート城博物館の歴史のある部屋、長期および入れ替えの展示ギャラリー、小中学生の教育プログラムおよび研究図書館と資料保管の操作と管理に責任があるだけである。私設で会員に支えられ非営利団体であるパセーイク郡歴史協会はランバート城博物館にある歴史的工芸品、絵画および古文書を所有している。この特徴有る公と私の共同によってパセーイク郡の住民は誇らかに歴史博物館を持っていると言うことを可能にしている。

## 地理
パターソンは北緯40度54分56秒 西経74度9分47秒 / 北緯40.91556度 西経74.16306度 (40.915498, -74.162927)に位置し、アパラチア山脈の麓の丘と海岸平原の間にあるピードモント台地にある。
アメリカ合衆国統計局によれば、市は総面積22.6 km2である。うち21.9 km2が陸地で残りが水域である。総面積の3.32%が水域となっている。

## 市内の地域
グレートフォールズ歴史地区は、パセーイク川の象徴であるグレートフォールズの故に、パターソン市の地区でも最も有名な所である。近年この地区の再活性化を図り、年代物の電灯柱を建て、古い工場の建物を住居や店舗に変えた。多くの芸術家がこの地域に住んでいる。近いうちにこの地域の大きな再開発計画が立ち上がる予定である。この地域にはパターソン博物館がある。
パターソン市中心街は市の商業中心地区であり、かってはニュージャージー州北部のショッピングのメッカであった。1902年の大火災後、市は巨大な美術様式の建物を建て、その多くが今日でも残っている。これらの建物は通常4階建てから7階建てである。ここには市庁舎やパセーイク郡庁舎別館があり、市の象徴的建築物となっている。市役所は1894年にニューヨークのキャレル・アンド・ヘイスティングズによって設計され、ヨーロッパにおける絹産業の中心であるフランスのリヨンにあるオテル・ド・ヴィル（市役所）をモデルにしている。
ヴァン・ホーテン通りにある元オーフィウム劇場はモスクに変わった。この大きな建物はマスジード・ヤララバードと呼ばれ、1,500人の礼拝者を収容できる。
アメリカ合衆国の他の多くの古い都市中心街と同様に、パターソン市中心街も空洞化が進み、買い物客や小売店が郊外のショッピングモールに去ってしまった。多くの歴史有る建物も破損し打ち棄てられている。またパターソン市中心街は都市の事業ゾーンでもある。近年、中心街を活性化することを期待して市が音頭を取り始めた。センター・シティ・プロジェクトと呼ばれる計画では中心街の駐車場を商業と娯楽の中心とし事務所も備える考えである。パターソン市中心街は市の第1区にある。
イーストサイド・パーク歴史地区には約1,000軒の家があり、チューダー様式、ジョージア植民地様式、ビクトリア様式、イタリア風邸宅およびオランダ植民地様式の家が並んでいる。中心街の東に位置する。かっては市の産業と政治の指導者が住んでいたが、産業がパターソン市から離れるに連れて大きな低迷を味わった。この地区で住宅の高級化が起こり始め、歴史的な建物も修復された。イーストサイド・パーク歴史地区は州と国にも登録された歴史的地域である。この地区の宝はイーストサイド・パークであり、それを囲む邸宅群である。さらにパターソン市のこの地区にはかってユダヤ人が多く住んでおり、今でもシナゴーグが残っている。イーストサイド・パークと通常アッパー・イーストサイドと呼ばれる地域はパターソン市の第3区にある。
領主館地区はパターソン市の住宅街である。東33番街の東にあり、ブロードウェイの北、アメリカ国道20号線とパセーイク川の南西にあたる。パターソン市の第3区にある。
サウス・パターソンはアラブ人やトルコ人、およびヒスパニックの地域社会がある多様化した地区となっている。メインストリートの東、ウエスト・レイルウェイ・アベニューの西にある。市内のアラブ人の大多数がここに住んでいる。小売店やレストランの多くがこの地域社会のニーズに合わせている。この地域にはまた、ハラール食肉市場があり、山羊や子羊の肉を提供し、看板はアラビア語である。サウス・パターソンのアラブ人社会は、ヨルダン人、パレスチナ人、シリア人およびレバノン人から構成されている。パターソン市第6区にある。
レイクビューは市の南部にある。レイクビュー地区は中流家庭の多い地域である。州間高速道路80号線がこの地区の北を走っている。パターソン市農業市場があり、ニュージャージー州のあらゆる所から生鮮食料品を買いに来る。ここには主としてヒスパニックとアフリカ系アメリカ人が住んでおり、またヨーロッパ系の子孫、中東、アジア、特にフィリピン人も多くいる。レイクビューは近くのクリフトンと同じような性格があり、どちらも同じ名前の近郷を分け合っている。アレクサンダー・ハミルトンの家もある。パターソン市第6区にある。
ヒルクレストはほとんどが住宅地域であり中流家庭が多い。中心街の西にあたる。その境界はプリークネス・アベニューを東に、カンバーランド・アベニューを西にウエストサイド・パーク沿いのトトワ・アベニューとパセーイク川を南としている。ヒルクレストはパターソン市の中でも最も人気の高い地区である。パターソン市の第2区にある。
ピープルズ・パークは、第23アベニューの北、マーケット・ストリートの南に位置する活気のある地区である。第21アベニュー、すなわち「ラ・ヴェンティウノ」はスペイン語を話す地域社会として知られ、ピープルズ・パーク地区にある。活動的で活発な商店街があり、様々な店やサービスが多様な顧客に対応している。第21アベニューはかって大きなイタリア人社会であった。現在でも少なからぬイタリア人が残っているが、ヒスパニックの第1世代、特にコロンビア人が多くなった。
リグリー・パークは貧困、犯罪および怠惰で苦しんだ時代があった地区である。住人の大半はアフリカ系アメリカ人である。貧困、犯罪、露天のドラッグ売買、空き地、板を打ち付けた窓が日常にある。しかし、近年新しい家が建てられ犯罪件数も減った。この地区はブロードウェイの北にある。
サンディヒルはマディソン・アベニューのほぼ西、第21アベニューの北、パーク・アベニューの南およびストレート・ストリートの東の区画である。パターソン市の人口が回復してきたことにより、この地区にはヒスパニックの大きな地域社会があり、大半はドミニカの第1世代である。サンディヒル地区はパターソン市の第5区にある。元サンディヒル・パークと呼ばれていたロベルト・クレメンテ・パークはこの地区にある。
ノースサイドは中心街の北にあり、リグリー・パークが直面している社会的な問題の幾つかを味わっているが、その程度は軽い。この地区はヘイルドンとプロスペクト・パークに隣接し、丘になっていてニューヨーク市を眺め渡せることで知られている。ノースサイドはパターソン市の第1区にある。
トトワ地区はパセーイク川の西、ウエスト・ブロードウェイの南西、プリークネス・アベニューの北東にある大きな地区である。ヒスパニックが多く、またベンガル人が増えている。ベンガル人の経営するグローサリーストアと洋品店はユニオン・アベニューやその周りの通りで増えつつある。マスジド・アル・フェルダスがユニオン・アベニューにあり、多くのベンガル人のウォーキングに役立っている。
この地区にはまだ多くのイタリア人が住んでいる。ペルーや他のラテンアメリカのレストランと事務所がユニオン・アベニューにある。植民地村やブルックス・スロート・テラスがある。トトワ地区はパターソン市の第1区と第2区に跨っている。
ストーニー・ロードはパターソン市でも最も南西の地区であり、ウエスト・パターソンが南に、パセーイク川を挟んでトトワが西にある。この地区にはペニントン・パーク、ヘイデン・ハイツ、ルー・コステロ・プール、レビン貯水池、マレー・アベニューおよびガーレット・ハイツがある。イタリア人が昔から多く住んでいる。ストーニー・ロード地区はパターソン市の第2区にある。
リバーサイドはパターソン市でも大きな地区であり、名前どおりパセーイク川にその北と東を接していて、ホーソーンとフェアローンと境界を接している。リバーサイドは労働者階級の町である。大半は住宅だが一部工業用にも使われている。マディソン・アベニューがこの地区の中心を横切る。アメリカ国道20号線はリバーサイドの東縁を走り、州間高速道路80号線東とニューヨーク市への通勤が容易である。この地域の住人は多様であり、増加しているヒスパニックは大半が北部のリバー・ストリート沿いに集中している。東18番街とリバー・ストリート地域には多くのアルバニア人がいる。リバー・ビュー・テラスがある。リバーサイドはパターソン市の第3区と第4区に跨っている。
バンカーヒルは大部分工業地域であり、リバー・ストリートの西、パセーイク川の東にある。

## 多様な住人
パターソン市はその開設以来、19世紀に定着したアイルランド人、ドイツ人、オランダ人及びユダヤ人の人種のるつぼであった。イタリア人や東ヨーロッパ人がそれに続いた。1890年までに多くのシリア人やレバノン人移民も加わった。
1950年代以降プエルトリコ人の第2、第3世代が居着いたが、極最近ではドミニカ人、ペルー人、コロンビア人、中央アメリカ人、メキシコ人、ボリビア人およびアルゼンチン人移民の第1世代がやってきた。
ウエスターン・マーケット・ストリートは観光客によって時にはリトル・リマと呼ばれ、多くのペルー人や他のラテンアメリカ人実業家が住んでいる。対照的にマーケット・ストリートの東に行くと、ドミニカ人の経営するレストラン、美容室、理髪店および他の事業が見られる。グレートフォールズ歴史地区、シアンチ・ストリート、ユニオン・アベニューおよび第21アベニューにはイタリア人の事業が見られる。グレートフォールズの北には急成長しているベンガル人がいる。パーク・アベニューと、ストレート・ストリートとマディソン・アベニューの間のマーケット・ストリートには、主にドミニカ人とプエルトリコ人がいる。中心街の直ぐ南のメイン・ストリートにはメキシコ人が多く、プエルトリコ人は減っている。コスタリカ人や他の中央アメリカの移民はリバーサイドやピープルズ・パーク地区で増えている。ブロードウェイあるいはマーティン・ルーサー・キング・ジュニア・ウェイは圧倒的に黒人が多く、第4区やイーストサイドとノースサイドの一部も同様である。パターソン市の黒人社会は南部に起源があるアフリカ系アメリカ人とより最近のカリブ人およびアフリカ人移民によって構成されている。クリフトンとマディソン・アベニューの間のメイン・ストリートにはトルコ人とアラブ人が多い。ピープルズ・パークの第21アベニューはコロンビア人と他のラテンアメリカ人のレストランや店が多い。
毎年夏には、アフリカ系アメリカ人の日、ドミニカ人の日、プエルトリコ人の日、ペルー人の日およびトルコ系アメリカ人の日があり、それぞれパレードがある。パターソン市はペルー人海外居住者のアメリカにおける首都と考えられている。パターソン市のペルー人社会は「El Senor de los Milagros」すなわち「奇跡の神」の祭りを毎年10月18日から28日まで祝う。
パターソン市はトルコ系アメリカ人移民社会の中でも最大のものである。アラブ系アメリカ人社会ではミシガン州ディアボーンに継いで第2位である。パターソン都市圏にはクリフトンとウェインの両市、ヘイルドン、プロスペクト・パーク、ノース・ヘイルドン、トトワ、ウエスト・パターソンおよびリトルフォールズの各ボロが含まれ、アメリカでも最大の北コーカサス人社会があり、大部分はチェルケス人、カラチェイ人で少数のチェチェン人で構成されている。これらの民族社会があることにより、パターソン市とプロスペクト・パークはニュージャージー州でも唯一公立学校がイスラム教の休日を守る都市となっている。

## パターソン都市圏
パターソン市と境を接しその郊外と考えられる自治体には、パセーイク郡のプロスペクト・パーク、ヘイルドン、トトワ、ウエスト・パターソン、ホーソーン（元ノース・パターソン）の各ボロおよびクリフトン市がある。またバーゲン郡のエルムウッド・パーク（元イースト・パターソン）とフェア・ローンの各ボロもある。
パターソン市とその郊外は非公式にパターソン都市圏と呼ばれている。近郷のウェイン・タウンシップも都市圏の一部と考えられる。2つの重要なウェインの施設、ウィリアム・パターソン大学とセントジョーンズ・ウェイン病院は19世紀のパターソン市に起源があり、20世紀に郊外のウェインに移転した。
パターソン市はパセーイクとクリフトンの両市と共に、パターソン・クリフトン・パセーイク都市圏を構成している。

## 人口動態
| パターソン市 年代ごとの人口推移   |           |        |
| 年                                | 人口      | 増減率 |
| 1840年                            | 7,596人   | -      |
| 1850年                            | 11,334人  | 49.2%  |
| 1860年                            | 19,586人  | 72.8%  |
| 1870年                            | 33,579人  | 71.4%  |
| 1880年                            | 51,031人  | 52.0%  |
| 1890年                            | 78,347人  | 53.5%  |
| 1900年                            | 105,171人 | 34.2%  |
| 1910年                            | 126,600人 | 20.4%  |
| 1920年                            | 135,875人 | 7.3%   |
| 1930年                            | 138,513人 | 1.9%   |
| 1940年                            | 139,656人 | 0.9%   |
| 1950年                            | 139,336人 | -0.2%  |
| 1960年                            | 143,663人 | 3.1%   |
| 1970年                            | 144,824人 | 0.8%   |
| 1980年                            | 137,970人 | -9.5%  |
| 1990年                            | 140,891人 | 2.1%   |
| 2000年                            | 149,222人 | 5.9%   |
| 2010年                            | 146,199人 | -2.0%  |
| 2020年                            | 159,732人 | 9.3%   |
| footnote=historical data sources: |           |        |

以下は2000年の国勢調査による人口統計データである。
基礎データ
- 人口: 149,222人
- 世帯数: 44,710世帯
- 家族数: 33,353家族
- 人口密度: 6,826.4人/km2（17,675.4人/mi2）
- 住居数: 47,169軒
- 住居密度: 2,157.8軒/km2（5,587.2軒/mi2）

アメリカの人口10万人以上の都市の中でパターソンはニューヨーク市に次いで第2位の人口密度である。ただし、近くのニューアーク市には飛行場や港湾があるため、見かけ上パターソンより低くなっており、実質的にはニューアーク市の方が人口密度は高い。
人種別人口構成
- 白人: 30.20%
- アフリカン・アメリカン: 32.90%
- ネイティブ・アメリカン: 0.60%
- アジア人: 1.90%
- 太平洋諸島系: 0.06%
- その他の人種: 27.60%
- 混血: 6.17%
- ヒスパニック・ラテン系: 50.1%（ヒスパニックの中でも多数はペルー人、コロンビア人、ドミニカ人およびプエルトリコ人である。）

年齢別人口構成
- 18歳未満: 29.8%
- 18-24歳: 11.2%
- 25-44歳: 32.0%
- 45-64歳: 18.7%
- 65歳以上: 8.3%
- 年齢の中央値: 30歳
- 性比（女性100人あたり男性の人口）
  - 総人口: 94.4
  - 18歳以上: 91.1

世帯と家族（対世帯数）
- 18歳未満の子供がいる: 40.9%
- 結婚・同居している夫婦: 39.4%
- 未婚・離婚・死別女性が世帯主: 26.8%
- 非家族世帯: 25.4%
- 単身世帯: 20.4%
- 65歳以上の老人1人暮らし: 7.9%
- 平均構成人数
  - 世帯: 3.25人
  - 家族: 3.71人

収入と家計
- 収入の中央値
  - 世帯: 32,778米ドル
  - 家族: 35,420米ドル
  - 性別
    - 男性: 27,911米ドル
    - 女性: 22,733米ドル
- 人口1人あたり収入: 13,257米ドル
- 貧困線以下
  - 対人口: 19.2%
  - 対家族数: 22.2%
  - 18歳未満: 29.0%
  - 65歳以上: 19.1%

## 行政

### 市政
パターソン市市政委員会は1974年の決議の結果で作られたものであり、1907年の法律に基づく市政形態からフォークナー法、プランD、市政委員会の形態に切り替えられた。
1907年の法律に基づく市政形態には幾つかの会議があり、市議会、財務会議、健康会議、公共事業会議、消防会議および警察本部から出来ていた。
市政委員会は市長と9人の委員から構成される。委員のうち6人は市内の各区の代表であり、残りの3人は全市の代表である。市政委員会は市の立法の審査と承認を行う責任がある。
市政委員会の元で、市長は執行役の長であり、市の活動を管理する責任がある。市長の任期は4年であり、市民の選挙で選ばれ市民に対して責任がある。市長の機能には市政委員会が決めた認可、条例を執行することが含まれる。市長は、市政委員会の助言と同意に基づいて企業局を含み各部局の長を任命する。また事前の注意と公聴の機会を与えた後で更迭することもできる。
市長は企業局の協力により市の予算を立てる責任がある。市長は歳出と歳入を詳細に分析した予算を市政委員会に提出する。市政委員会は多数決により予算の項目を減らすことができるが、増やす場合は3分の2以上の賛成が要る。
現在のパターソン市長はJose "Joey" Torresジョゼ・"ジョーイ"・トーレスである。トーレスは、「町から違法な銃を取り去り公共の安全性を高める」ことを目的とする超党派のグループ、「違法な銃に反対する市長の連盟」の一員である。連盟の議長はボストン市長のトマス・メニノとニューヨーク市長のマイケル・ブルームバーグが共同で務めている。
市営委員会のメンバーは次の9人である。
- Kenneth Morris, Jr. - 委員長、全区代表
- Anthony "Eboney" Davis - 第1区代表
- Aslon Goow Sr. - 第2区代表
- William C. McKoy - 第3区代表
- Vera Ames-Garnes - 第4区代表
- Juan A. Torres - 第5区代表
- Thomas C. Rooney, Jr. - 第6区代表
- Rigo Rodriguez  - 全区代表
- Jeffery Jones - 全区代表

### 連邦、州および郡の代表
パターソンはアメリカ合衆国議会下院ではニュージャージー州第8選挙区であり、ニュージャージー州議会では第35選挙区の一部である。
アメリカ合衆国議会下院ニュージャージー州第8選挙区はパセーイク郡の南部とエセックス郡の北部となっており、現在の議員はビル・パスクレル（民主党、パターソン出身）である。ニュージャージー州選出の上院議員はフランク・ローテンバーグ（民主党、クリフサイド・パーク出身）およびボブ・メネンデス（民主党、ホーボーケン出身）である。
ニュージャージー州議会第35選挙区から州上院にジョン・ジルゲンティ（民主党）、州下院にネリー・プー（民主党、パターソン出身）とエリーズ・エバンス（パターソン出身）を送り出している。ニュージャージー州知事はジョン・コーザイン（民主党、ホーボーケン出身）である。
パセーイク郡の選出フリーホールダー会議委員はフリーホールダー支配人のエリーズ・エバンス、副支配人のパット・レポア（ウエスト・パターソン出身）、テリー・ダフィ（ウエスト・ミルフォード出身）、ジェイムズ・ギャラガー（パターソン出身）、ブルース・ジェイムズ（クリフトン出身）ソニア・ロスダード（リングウッド出身）およびタヒシャ・ウェイ（ウェイン出身）である。

## 交通機関
パターソン市はニュージャージー・トランジット本線があって通勤に鉄道が使える。中心街の停車駅はパターソン駅である。旧ニューヨーク＝サスケハナ&ウエスターン鉄道は単線の貨物線だが、旅客化する計画がある。また、ハドソン-バーゲン・ライトレールをパターソンまで延伸する計画がある。
パセーイク郡、バーゲン郡、エセックス郡およびハドソン郡の中ではニュージャージー・トランシットのバスが運行されており、パターソン市は地域の中継点となっている。中心街のブロードウェイ・バスターミナルからは、ニューアーク行き、ニューヨーク市の港湾公社バスターミナルおよびジョージ・ワシントン・ブリッジバス停行きのニュージャージー・トランシットのバスが出ている。市庁舎には近くで停車するバス路線が多くあり、ニューヨーク市や隣接地域を含め様々な方面へ行ける。マンハッタン向けおよびバーゲン郡ショッピングセンター向けには別の独立系運行会社のバスが出ている。

## 教育
パターソン教育委員会はアボット地区にあり、幼稚園から第12年生までを管轄している。25の異なる言語を話す3万名の生徒が対象である。現在は22の学校で6千名以上を雇用し、生徒一人当たり16,000ドル近くの費用を掛け、その内授業関係に8,148ドルを使っている。
1988年、ニュージャージー州は、教育監視システムに不適合となった地域教育委員会に対して、州の教育局による肩代わりを認めたアメリカでは初めての州となった。1991年、パターソン市は問題のあった3つの地域の中で2番目に州に管轄を委ねることになった。現在は改善計画が進められている。
現在でもパターソン教育委員会は州教育局の管理を受けている。州に指名された監察官によって運営され、助言を行う機能のみがある学校教育諮問機関を継続している。

## 大衆文化
- テレビドラマ「ザ・ソプラノ」の第1作、「パックス・ソプラノ」のエピソードでジュニア・ソプラノの友人カプリの孫が合成麻薬を飲んだ後に自殺した場所としてパターソン・フォールズが写る。
- パターソンはボブ・ディランの歌「ハリケーン」の3番で言及されている。その歌詞「パターソンではそれがやり方だ」(In Paterson that's just the way things go)というのは、ボクサーのルービン・"ハリケーン"・カーターが逮捕され有罪宣告されてことに関する議論に関連している。カーターの判決は1985年に逆転無罪となり、1999年にはデンゼル・ワシントンが映画「ザ・ハリケーン」で映画化した。
- 映画「Lean On Me」はパターソンのイーストサイド高校で起こった事件に基づいている。
- 1976年の映画「Alice, Sweet Alice」別名「恐怖の罠」はポーラ・シェパードとブルック・シールズの主演で、パターソンで撮影された。
- ザ・シンプソンズのエピソード「Stark Raving Dad」で、マイケル・ジャクソンの演じる者がパターソンの煉瓦職人レオン・コンポースキであることが分かる。
- パターソンはウィリアム・カルロス・ウィリアムズの5巻よりなる叙事詩「パターソン」の主題であり、現代アメリカ詩人の出世作となった。
- アレン・ギンズバーグの詩「Howl」の第1部第12行にパターソンが言及される。
- 映画「State Property」は全てパターソンで撮影された。
- 最初の市販可能なリボルバー拳銃は1836年にサミュエル・コルトによって生産され、「コルト・パターソン」と呼ばれた。

## 有名なパターソン住人
- マイク・ポップ・アダムズ (1981-)、プロ・フットボール選手、クリーブランド・ブラウンズ
- アドバ (1960-)、ハウスミュージックおよびR&Bボーカリスト
- ブルース・アリアンズ (1952-)、プロ・フットボール選手、ピッツバーグ・スティーラーズのオフェンスコーディネーター[9]
- ローレンス・バーレット (1838-1891)、19世紀アメリカの代表的俳優
- チャールズ・D・ベックウィズ (1838-1921)、アメリカ合衆国下院議員およびパターソン市長 (1885-1889)[10]
- ジャスト・ブレイズ (1978-)、ヒップホップ音楽のプロデューサー
- ビル・ブラウン、オートレーサー
- ガエタノ・ブレーシ (1869-1901)、織工、アナーキスト、イタリア王のウンベルト1世を暗殺
- マーク・ブラウン (1980-)、プロ・フットボール選手、ニューヨーク・ジェッツのラインバッカー[11]
- ルービン・"ハリケーン"・カーター、ボクサー（上述）[12]
- フェデリコ・カステルッキオ (1964-)、イタリア生まれの俳優、HBOの「ザ・ソプラノ」でフリオ・ジウンタを演じた[13]。
- ジョー・クラーク、教育者、イーストサイド高校の元校長、映画「Lean On Me」ではモーガン・フリーマンが演じた。
- ルー・コステロ (1906-1959)、喜劇デュオ「アボットとコステロ」の一人[14]
- クリストス・M・コチャコス (1948-)、E*TRADEの元CEO[15]
- ビニー・デル・ジューダイス、ブルームバーグ・ラジオ
- ラリー・ドビー (1923-2003)、野球選手、アメリカン・リーグの肌の色の障害を破りアメリカ野球殿堂入りした[16]。
- エリック・ダウニング (1978-)、プロ・フットボール選手、ジョン・F・ケネディ高校でプレイ
- ルー・デュバ (1922-)、ボクシングのトレーナー、マネジャー、興行主、国際ボクシング殿堂入り[17]
- エディ・アインホーン (1936-)、シカゴ・ホワイトソックスの共同所有者[18]
- アレン・ギンズバーグ (1926-1997)、作家、ビート世代の詩人[19]
- トールマッジ・ヘイアー、マルコムXを暗殺した犯人の一人
- ジェラルド。ヘイズ (1980-)、プロ・フットボール選手、アリゾナ・カージナルス[20]
- ウレリ・コレリ・ヒル (1802-1875)、ニューヨーク交響楽団の指揮者兼創設者[21]
- ギャレット・A・ホーバート (1844-1899)、第24代アメリカ合衆国副大統領
- マイケル・ホサック (1946-)、ドラマー、ドゥービー・ブラザーズの一員
- チャーリー・ジャミーソン (1893-1969)、野球選手 (1915-32)
- マクシン・ジョーンズ (1966-)、歌手、アン・ボーグの一員
- バーナード・ケリク (1955-)、ニューヨーク警察署長、ニューアーク生まれでパターソン育ち
- フランク・ローテンバーグ (1924-)、政治家、現在のニュージャージー州選出アメリカ合衆国上院議員
- エドワード・L・マスリー (1932-2005)、弁護士、エリン・ブロコビッチの裁判で敗退[22]
- トマス・マッキワン・ジュニア (1854-1926)、元アメリカ合衆国下院議員 (1895-1899)[23]
- ジョージ・ミドルトン、戯曲家
- サイモン・パーチク、詩人
- ジョセフ・D・ピストン、別名ドニー・ブラスコ、FBIエージェント、ボナンノ一家のスパイをした著作家
- バッキー・ピッツァレーリ、ジャズギタリスト
- ジョン・ピッツァレーリ、ジャズギタリスト、歌手
- マーティンピッツァレーリ、ジャズ・ダブルベーシスト、
- デイビッド・プレイタ (1937-1988)、ソウル・デュオ「サム&デイヴ」の一人[24]
- エイモス・H・ラドクリフ (1870-1950)、元パターソン市長 (1916-1919)、元アメリカ合衆国下院議員 (1919-1923)[25]
- プリンス・ランディアン、パフォーマー
- フレデリック・ライネス、1995年ノーベル物理学賞受賞者、ニュートリノの発見
- フランキー・ルイズ、サルサ・ミュージックの歌手
- ウィリアム・グラハム・サムナー (1840-1910)、社会学者
- フランシスコ・サラザー、サッカー選手、ペルーのアリアンザ・リマでプレイ
- マルゼル・シップ、プロ・フットボール選手、アリゾナ・カーディナルスのラニングバック[26]
- ジョン・スペンサー、俳優、テレビドラマ「The West Wing」でホワイトハウスの首席補佐官レオ・マクガレーを演じた
- J・ミッチェル・ストラジンスキー、SF作家、バビロン5
- アルバート・タンゴラ、手動タイプライタのスピード記録保持者
- ティム・トーマス、プロ・バスケットボール選手、ロサンジェルス・クリッパーズ
- ダンテ・トマセリ、恐怖映画脚本家、監督、制作者
- ロバート・トリチェリ、政治家、元ニュージャージー州選出アメリカ合衆国上院議員、下院議員
- エリザベス・バルガス、ABCのニューズ・アンカー
- "アンクル"・フロイド・ビビノ、「アンクル・フロイド・ショー」のスター、映画グッドモーニング, ベトナム[27]
- ジミー・ビビノ、音楽家、ギタリスト、The Max Weinberg 7の一員
- パトリック・ウォーバートン、俳優、「Seinfeld and Family Guy」での演技で有名[28]
- ダリル・ワトキンス、バスケットボール選手、シラキューズ大学
- バート・ホィーラー、喜劇デュオ「ホィーラー&ウールジー」の一人
- ウィリアム・カルロス・ウィリアムズ (1883-1963)、小児科医、長詩「パターソン」を書いた現代詩人